# アブド・アッラー (後ウマイヤ朝)
アブド・アッラー・ブン・ムハンマド・アルアマウィ（アラビア語: عبد الله بن محمد الأموي, Abdullah ibn Muhammad al-Amawi, 844年1月11日 - 912年10月15日）は、後ウマイヤ朝の第7代アミール（在位：888年 - 912年）。

## 生涯
アブド・アッラーはムハンマド1世の息子で、ムンジルの弟である。同時代の歴史家は、アブド・アッラーが異母兄であるムンジルの殺害を画策し、それにより自らが権力の座に就いたと非難した。しかし統治にほとんど関心を示さず、狩猟と信仰に熱中する世捨て人であったとする説もある。
アブド・アッラーにとって最も手ごわい脅威となったのはイブン・ハフスーンであり、レヨ（ボバストロを含む）、エルビラ（グラナダを含む）、ハエンを征服し、アルチドーナ、バエサ、ウベダおよびプリエゴの住民と同盟を結んだ。891年、イブン・ハフスーンはポレイ城の近くで敗北し、いくつかの都市を失ったものの、翌年までに勢力を回復し失われた領土をすべて再征服した。
911年、イブン・ハフスーンと和平協定を結ぶ。翌年再燃した争いも、アブド・アッラーの死去により中断された。彼が当初後継者と目していた息子ムハンマドは兄弟のムタッリフによって殺されていた。アブド・アッラーはそのムタッリフを処刑し、殺害されたムハンマドの息子アブド・アッラフマーン3世を後継者に指名した。

## 子女
863年ごろ、パンプローナ王フォルトゥン・ガルセスとアウリアの娘オネカ・フォルトゥネスと結婚。オネカは880年より前に離婚され、同年に恐らく父とともにパンプローナ王国に戻り、従兄弟ララウン領主アスナール・サンチェスと再婚してトダ・アスナーレスを含む3人の子供を産んだ。トダは従ってアブド・アッラフマーン3世の叔母にあたる。
アブド・アッラーには以下の子女を含む数人の子女がいる。
- ムハンマド・ブン・アブド・アッラー（864年 - 891年1月28日） - オネカ・フォルトゥネスの息子として記録に残る[5][6][7]。（父の許可を受けた）兄弟のムタッリフに殺害された[8]。ムハンマドはムスナという名のバスクかフランク出身の女性と結婚した。2人はムハンマドの死から3週間後に生まれた[8]アブド・アッラフマーン3世の両親である[5]。
- ムタッリフ - 895年に陰謀で告発された後に殺害された[8]
- アバン
- アル＝アシ - 921年に陰謀で告発された後に処刑された